# Richet (Landes)
Pour les articles homonymes, voir Richet.
Richet est une ancienne commune française du département des Landes, qui a fusionné avec Pissos en 1971.

## Présentation
Richet s'étend au nord-est du bourg de Pissos, en pleine forêt des Landes. L'ancienne commune était constituée de trois localités principales, Richet, Vieux-Richet et Haut-Richet. Elle est traversée par le ruisseau de Richet, un des affluents de la Grande Leyre.

### Historique
Le toponyme apparaît pour la première fois en 1279 et indique une ancienne « frênaie ». La création de ce hameau remonte probablement à la fin de l'époque romaine et serait liée au culte d'une fontaine de dévotion. Une paroisse est fondée vers le début du XIe siècle puis érigée en commune en 1789. Une tuilerie, verrerie et des bâtiments administratifs (école, mairie) s'installent au XIXe siècle.

## Lieux et monuments
- Église Saint-Jean-Baptiste de Richet du XIIe siècle, inscrite aux monuments historiques par arrêté du 26 juin 1968[3].